# Bergaskogen
Bergaskogen är ett kommunalt naturreservat i Lekebergs kommun i Örebro län.
Området är naturskyddat sedan 2006 och är 22 hektar stort. Reservatet består av tidigare ängsmark där det nu växer lövträd som ek och hassel. I väster finns ett barrskogsområde.